# デイヴィッド・スコット
デイヴィッド・ランドルフ・スコット（David Randolph Scott, 1932年6月6日 - ）は、アメリカ合衆国の宇宙飛行士、空軍軍人。1971年7月31日にアポロ15号の船長として月面に降り立った。彼は、現存する4人の月面歩行者のうちの1人であり、月に着陸した宇宙船の司令官として生きている唯一の人物である。
1932年、アメリカ合衆国のテキサス州生まれ。陸軍士官学校を卒業し、まもなく空軍将校に転じた。1962年にはMITで航空・宇宙工学の学位を得る。1963年に宇宙飛行士としてNASAに選ばれた。また、1971年にミシガン大学で宇宙工学の名誉博士号を得る。宇宙飛行士としての経歴は後述する。

## 宇宙飛行士としての経歴
1963年、バズ・オルドリンやアル・ビーンなどと共に宇宙飛行士の第3期生としてNASAに選ばれた。その後に3度の宇宙旅行を果たす。ジェミニ8号とアポロ9号・15号である。特に最後のアポロ15号では、月面に足跡を残した。

### ジェミニ8号
1966年3月に、ニール・アームストロングと共にジェミニ8号で初めて宇宙に飛び立つ。そこで人類史上初の軌道上ランデブーとドッキングに成功した。対象はアジェナ標的機であった。
この際にスラスターの故障が起こり、スコットとアームストロングは命を落としかねない状況に陥った。アジェナ衛星の不具合だと判断したアームストロング船長はアジェナを切り離した。しかし、故障はジェミニ宇宙船側の軌道姿勢制御システムであった。故障したスラスターの勝手な噴射によって、ジェミニは激しいスピンを起こし、一時は二人とも計器パネルが読めない状況に陥った。
しかし、逆噴射ロケットを緊急に使用するという、この2人の技量によって危機を脱し、無事に地球に戻ってきた。予定よりも3日早い地球帰還となったので、予定されていた大西洋への着水ではなく、沖縄東方の太平洋への緊急着水となった。2人の乗ったカプセルがアメリカ海軍の駆逐艦レオナード・F・メイソン (USS Leonard F. Mason,DD-852)に回収されたのは、着水から3時間後であった。波が荒く、二人とも酷い船酔い状態に陥っている。

### アポロ9号
1969年3月に、アポロ9号の司令船操縦士として2度目の宇宙旅行を体験する。船長はジム・マクディビット、月着陸船操縦士はラスティ・シュワイカートである。一連のアポロ計画で初めて司令船と月着陸船がそろった飛行であった。
打ち上げから3日後の1969年3月6日に、司令船ガムドロップ（飴玉）からスコットが、月着陸船スパイダー（蜘蛛）からシュワイカートが、それぞれ宇宙服を着て同時に船外活動を行なった。シュワイカートの体調不良が原因で、当初に予定されていた月着陸船から司令船への船外移動実験は取り消された。
翌3月7日には、司令船と月着陸船が宇宙空間で切り離された。月着陸船の下降ステージ側エンジンを噴射して約160kmまで離れ、同じく上昇ステージ側エンジンを噴射して司令船まで戻る実験は約6時間30分で終了し、司令船と月着陸船は無事にふたたびドッキングした。この有人機同士の宇宙での切り離し・ドッキングは人類史上初である。

### アポロ15号
1971年7月に、アポロ15号の船長として3度目で最後の宇宙飛行を成し遂げる。司令船操縦士はアルフレッド・ウォーデン、月着陸船操縦士はジェームズ・アーウィンである。一連のアポロ計画で初めて月面車が使われた月面探査であった。月に足跡を残した人類としてスコットは7人目である。
この飛行に先んじてスコットたち3人は、今までの訓練と違って地質学の実地訓練を多く受けた。月面を探査するスコットとアーウィンは、どのような地形的条件を基にしてどのような岩石を選んで採取するかを学んだ上で月へ向かったのである。
打ち上げから4日後の1971年7月30日に、月着陸船ファルコン（隼）が月面のハドレー谷に着陸した。地質学の訓練を生かすために着陸地点付近の観察を、着陸船の上部ハッチを開けてスコットが行なった。その後にはアポロ計画初の月面車を使って広範囲にわたって月面を探査し、ジェネシス・ロック（創世記の石）と名付けられた物を含め貴重な岩石を採取した。同年コリアー・トロフィー受賞。